# Caecilia degenerata
Caecilia degenerata és una espècie d'amfibi de la família Caeciliidae endèmica de Colòmbia. Els seus hàbitats naturals inclouen boscos tropicals o subtropicals humits i a baixa altitud, montans humits tropicals o subtropicals, plantacions, jardins rurals i zones prèviament boscoses ara molt degradades.